# Lantaron
Lantaron község Spanyolországban, Arabában. Lakosainak száma 926 fő (2024).

## Földrajza
Lantaron Miranda de Ebro, Santa Gadea del Cid, Valdegovía/Gaubea, Ribera Alta/Erriberagoitia, Añana, Ribera Baja/Erribera Beitia, Bozoó és Valle de Tobalina községekkel határos.

## Népesség
A település lakosságának változását az alábbi diagram mutatja:
| Lakosok száma | 1002 | 935  | 957  | 982  | 929  | 931  | 888  | 875  | 915  | 926  |
|               | 2001 | 2004 | 2006 | 2009 | 2011 | 2014 | 2016 | 2019 | 2021 | 2024 |